# Ембріологія рослин
Ембріологія рослин — наука про шляхи зародження і формування нового рослинного організму. У ширшому сенсі Е. р. вивчає не лише власне зародковий розвиток, але й період формування генеративної сфери, утворення в ній статевих кліток і запліднення. Е. р. — один з найважливіших розділів ботаніки зі своїми методами і завданнями, що виділився з морфології рослин.
В Е. р. можна виділити:
- загальну Е. р., що виявляє основні закономірності виникнення й розвитку генеративних і ембріональних структур (спорогенез, гаметогенез, зіготогенез, ендоспермогенез, ембріогенез, апоміксис та ін.);
- порівняльну Е. р., що вивчає ембріологічні процеси в різних видів рослин в цілях здобуття даних для вирішення проблем систематики і філогенії; приватну Е. р., присвячений вивченню цих процесів в рослин окремих систематичних груп;
- експериментальну Е. р., що відтворює в умовах експерименту хід розвитку рослинних організмів, з тим щоб з'ясувати функціональну, біохімічну і генетичну природу ембріональних процесів.

Наявність статі в рослин була відома з прадавніх часів. Проте античні теорії зародження рослинних організмів були далекі від дійсного розуміння ембріональних процесів. Лише у 2-й половині 17 ст з винаходом мікроскопа вперше удалося розглянути яйцеклітину і зародок у сім'ябруньці квіткових рослин. Для становлення Е. р. багато важили роботи І. Кельрейтера з біології цвітіння, запліднення і гібридизації рослин, що проводилися в Петербурзькій Академії наук у 1756—1761, а також дослідження До. Вольфа («Теорія зародження», 1759 і 1764).